# IC 4664
IC 4664 је спирална галаксија у сазвјежђу Паун која се налази на листи објеката дубоког неба у Индекс каталогу.
Деклинација објекта је - 63° 15' 14" а ректасцензија 17h 48m 58,8s. Привидна величина (магнитуда) објекта IC 4664 износи 12,8 а фотографска магнитуда 13,6. Налази се на удаљености од 54,157 милиона парсека од Сунца. IC 4664 је још познат и под ознакама ESO 102-15, IRAS 17442-6314, PGC 60907.